# Зеленец, Йозеф
Йозеф Зеленец (чеш. Josef Zieleniec; род. 28 апреля 1946, Москва) — чешский государственный и политический деятель, первый министр иностранных дел Чешской Республики.

## Образование и профессиональная карьера
Окончил Среднюю индустриальную школу ядерных технологий и Пражский экономический университет. Работал в Научно-исследовательском институте инженерных технологий и экономики, а затем в Институте экономики при Чехословацкой академии наук, где также получил степень кандидата наук в области экономики.
В 1990 году совместно с Яном Швейнаром основал в Карловом университете центр CERGE, после чего стал его первым директором. Впоследствии он был назначен доцентом кафедры экономики и членом Ученого совета факультета социальных наук Карлова университета.

## Политическая деятельность

### Член ODS (1991—1997)
После роспуска Гражданского форума в 1991 году, стал одним из соучредителей Гражданской демократической партии (ODS). На втором конгрессе партии в Пльзене в ноябре 1991 года был избран одним из заместителей председателя партии. Также был утвержден на этом посту на третьем и четвертом конгрессе в 1992—1993 годах.
В период распада ЧСФР, участвовал в переговорах об условиях раздела и получил важную правительственную должность. В период с 2 июля 1992 года по 23 октября 1997 года, был министром иностранных дел Чехии (до обретения независимости Чехии, должность называлась Министр международных отношений Чехии в составе Федерации) в первом и втором правительстве Вацлава Клауса. Во втором правительстве занимал также пост вице-премьера. Внёс значительный вклад в урегулирование чешско-германских отношений и подписание Чешско-германской декларации.
На парламентских выборах в 1996 году был избран депутатом Палаты депутатов Парламента Чехии от пражского избирательного округа. В августе 1998 года отказался от мандата.
Уже во второй половине 1992 года начали проявляться первые противоречия между Зеленцем и председателем партии Вацлавом Клаусом. В то время Зеленец настаивал на том, чтобы партия сформулировала долгосрочную политическую программу, в то время как Вацлав Клаус отвергал эту идею. В конце концов, он, однако отступил, когда пятый конгресс партии, осенью 1994 года поддержал Зеленца, и в 1994-1995 годах Зеленец сформулировал основные тезисы политической программы партии, которые были одобрены исполнительным советом партии 30 апреля 1995 года.
Разногласия между Зеленцем и Клаусом приобрели более фундаментальный характер в 1996 году. В августе 1996 года в интервью газете «MF Dnes» Зеленец заявил, в ответ на неубедительный результат парламентских выборов, что партия должна более не должна говорить только одним голосом. Заявление было истолковано как косвенная критика руководства Вацлава Клауса и стало предметом дебатов в исполнительном совете партии. Зеленец снова высказался подобным образом в начале июня 1997 года. В это время он и другие лидеры партии, такие как Ян Румл, уже начали создавать постоянный поток критики в адрес Клауса внутри партии. Заявления июня 1997 года привели к словесной полемике, но 5 июня 1997 года, после встречи высокопоставленных представителей партии, оба политика заявили о согласии и единстве партии. Однако ситуация не успокоилась. В конце августа 1997 года Зеленец сложил свой депутатский мандат. В то время партия столкнулась с финансовыми скандалами. Тем временем Зеленец продолжал дистанцироваться от руководства Клауса. 23 октября 1997 года он объявил о своей отставке с постов в правительстве. Свою отставку он обосновал невозможностью отстаивать свое мнение и последствиями скандалов вокруг партийных финансов.
На рубеже 1997—1998 годов, во время так называемого «Сараевского покушения» и краха правительства Вацлава Клауса, он принадлежал к группе политиков, вышедших из партии. Он прекратил свое членство в партии 21 января 1998 года. В отличие от большинства перебежчиков из ODS, он не стал членом недавно созданной партии «Союз свободы».
Он временно отошел от политики и позже основал компанию JZP, занимающуюся банковским делом и европейской интеграцией.

### Возвращение в политику
На выборах в Сенат в 2000 году, был избран в первом туре в 20-м избирательном округе (Прага 4) как беспартийный кандидат от Четырёхпартийной коалиции (KDU-ČSL, US, DEU, ODA).
На выборах в Европейский парламент в 2004 году, был избран депутатом Европейского парламента от SNK Европейские демократы. Состоял во фракции Европейской народной партии и был членом Комитета по иностранным делам.
На парламентских выборах в 2006 году, был политическим лидером SNK ED, но сам не баллотировался в Палату депутатов. После того как партия потерпела поражение на выборах, он ушел со своих постов в партии.
В августе 2007 года в СМИ появилась информация, что Зеленец согласен участвовать в президентских выборах в 2008 году, однако он так и не был номинирован. 
На выборах в Сенат в 2010 году баллотировался в 19-м избирательном округе (Прага 11) как беспартийный кандидат от VV, однако занял третье место с 18,45% голосов.